# Sandra Kalniete

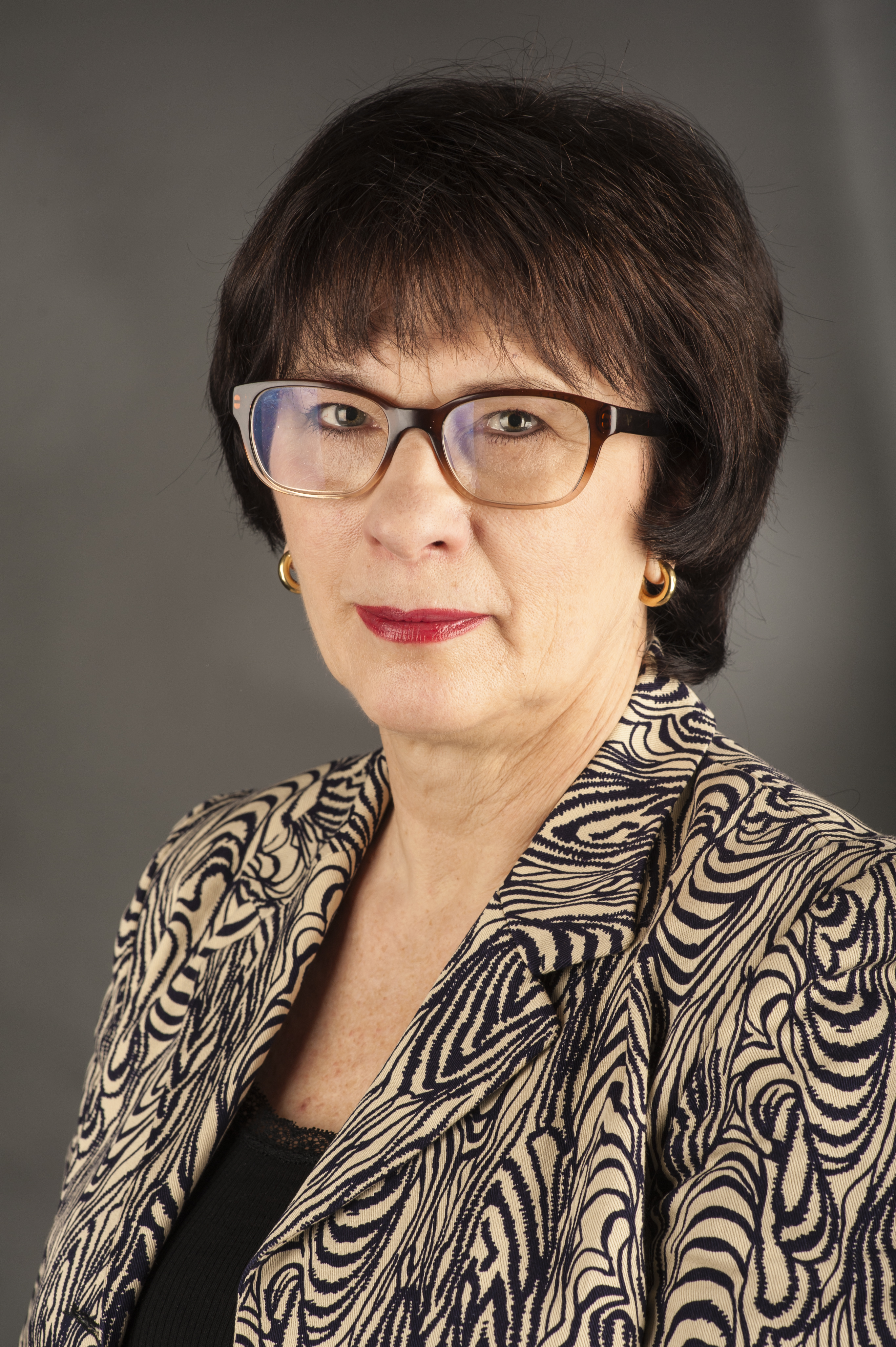
Sandra Kalniete

Sandra Kalniete (Togoer, oblast Tomsk, 22 december 1952) is een Lets politica. Ze was de eerste minister van Buitenlandse Zaken van Letland na de afscheiding van de Sovjet-Unie. Ook was ze in 2004 Eurocommissaris voor Letland en is ze sinds 2009 Europarlementariër.
Als medeoprichtster van het Letse Volksfront, gericht tegen de Sovjetbezetting, heeft zij een belangrijke rol gespeeld in het herkrijgen van onafhankelijkheid van haar land. Naast haar politiek-bestuurlijke functies is zij kunsthistorica en -recensent. Ze is lid van de Eenheidspartij.
In 2001 verscheen haar boek Op dansschoenen in de Siberische sneeuw (Ar balles kurpēm Sibīrijas sniegos), over de geschiedenis van de families van haar ouders, die in 1941 naar Siberië werden gedeporteerd; daar werd Sandra Kalniete in 1952 geboren. De Nederlandse vertaling verscheen in 2006.